# Horatio Parker

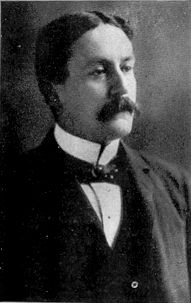
Horatio Parker

Horatio William Parker, född 15 september 1863, död 18 december 1919, var en amerikansk tonsättare och organist.

## Biografi
Parker studerade i Boston och München, och blev 1894 professor och orkesterledare vid Yale University, New Haven. 
Parker, som studerat i Europa, är särskilt känd som kompositör av kyrkomusik och större körverk, såsom oratoriet Hora novissima (1893), som också uppförts i Storbritannien, A. D. 1919, utfört vid Yale Universitys 100-årsjubileum, samt operorna Mona och Fairyland. Hans musik anknyter till Dvorak och till tysk romantik.